# Rosine Elisabeth Mentheová
Rosine Elisabeth Mentheová (přezdívaná: Madame Rudolphine; 17. května 1663 Brunšvik – 20. května 1701 Brunšvik) se morganaticky provdala za vévodu Rudolfa Augusta Brunšvicko-Wolfenbüttelského (1627–1704), vévodu z Brunšviku-Lüneburku a knížete z Brunšviku-Wolfenbüttelu.

## Život
Rosine Elisabeth se narodila jako dcera holiče a chirurga z Brunšviku, Franze Joachima Menthea. V roce 1681 se provdala za Rudolfa Augusta, vévodu z Brunšviku-Wolfenbüttelu (1627–1704). Rudolf August byl poprvé ženatý s hraběnkou Christiane Elisabeth Barbyskou (1634–1681), která zemřela 2. května 1681. Vévoda se s Rosine, která právě oslavila osmnácté narozeniny, oženil 7. června 1681 nebo 7. července 1681. Vzali se v Hedwigsburku nedaleko Wolfenbüttelu. Přítomen byl vévodův mladší bratr Anton Ulrich a jeho kancléř Philipp Ludwig Probst von Wendhausen.
Během svého dvacetiletého manželství s vévodou nezískala titul; byla nazývána jednoduše Madame Rudolphine. Toto jméno můžeme najít v dopise kurfiřtky Žofie Hannoverské Gottfriedu Wilhelmu Leibnizovi z 18. srpna 1700. Děti z tohoto manželství by podle dohody, kterou vévoda Rudolf August uzavřel se svým bratrem a spoluvládcem Antonem Ulrichem, také nezískaly titul, ale dostaly by „výživné vhodné pro urozenou osobu“. Manželství však zůstalo bezdětné.
V roce 1695 nařídil vévoda svému dvornímu architektovi Hermannu Korbovi, aby rozšířil zámek Wasserburg ve Vechelde u Brunšviku na královský palác. K cestě do paláce Vechelde z Brunšvického paláce v centru Brunšviku používali cestu Madamenweg, která byla pojmenována po Rosine Elisabeth.
Elisabeth Rosine Mentheová zemřela v roce 1701 v Brunšvickém paláci v Brunšviku.